# Lò trấu

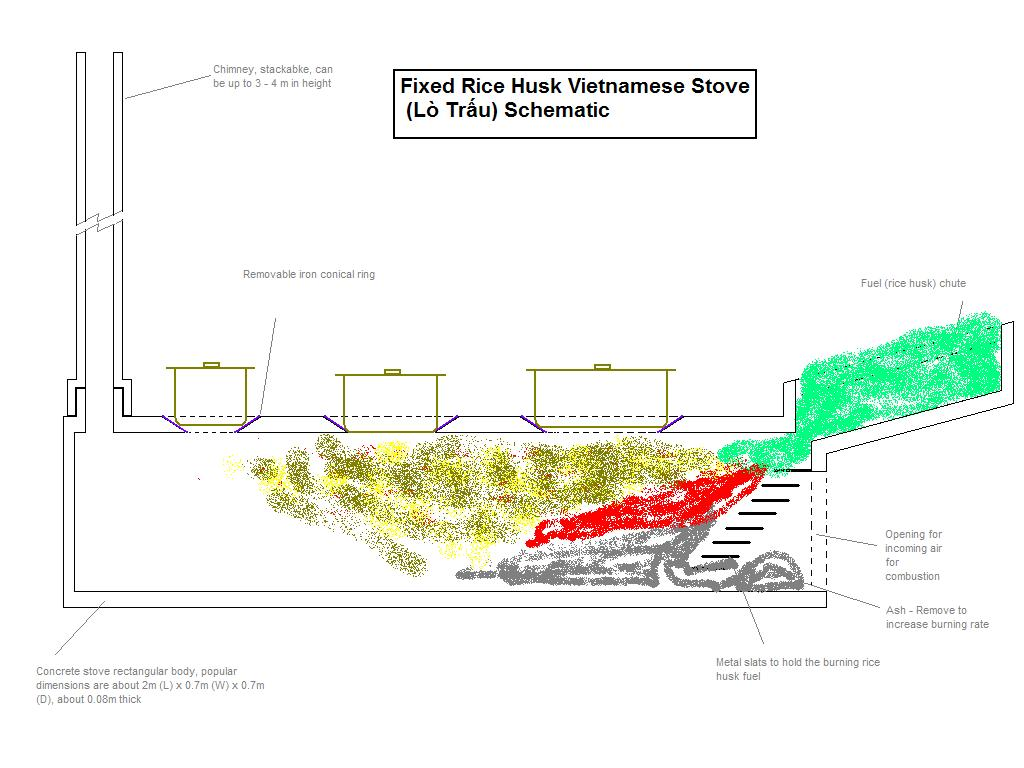
un forneau lò trấu dans une cuisine traditionnelle bếp trấu

Le Lò trấu est un fourneau domestique vietnamien qui fait partie d'une cuisinière traditionnelle. 
Avec le fonds néerlandais la Organisation des Nations unies pour l'alimentation et l'agriculture (FAO) a développé une version du fourneau pour le Sénégal qui coûte seulement 5 dollars à fabriquer. Au Viêt Nam le poêle brûle la balle de riz, mais le fourneau de la FAO peut également brûler du fumier de chèvre sec ou des coques de café.